# Michael Neander (Pädagoge)

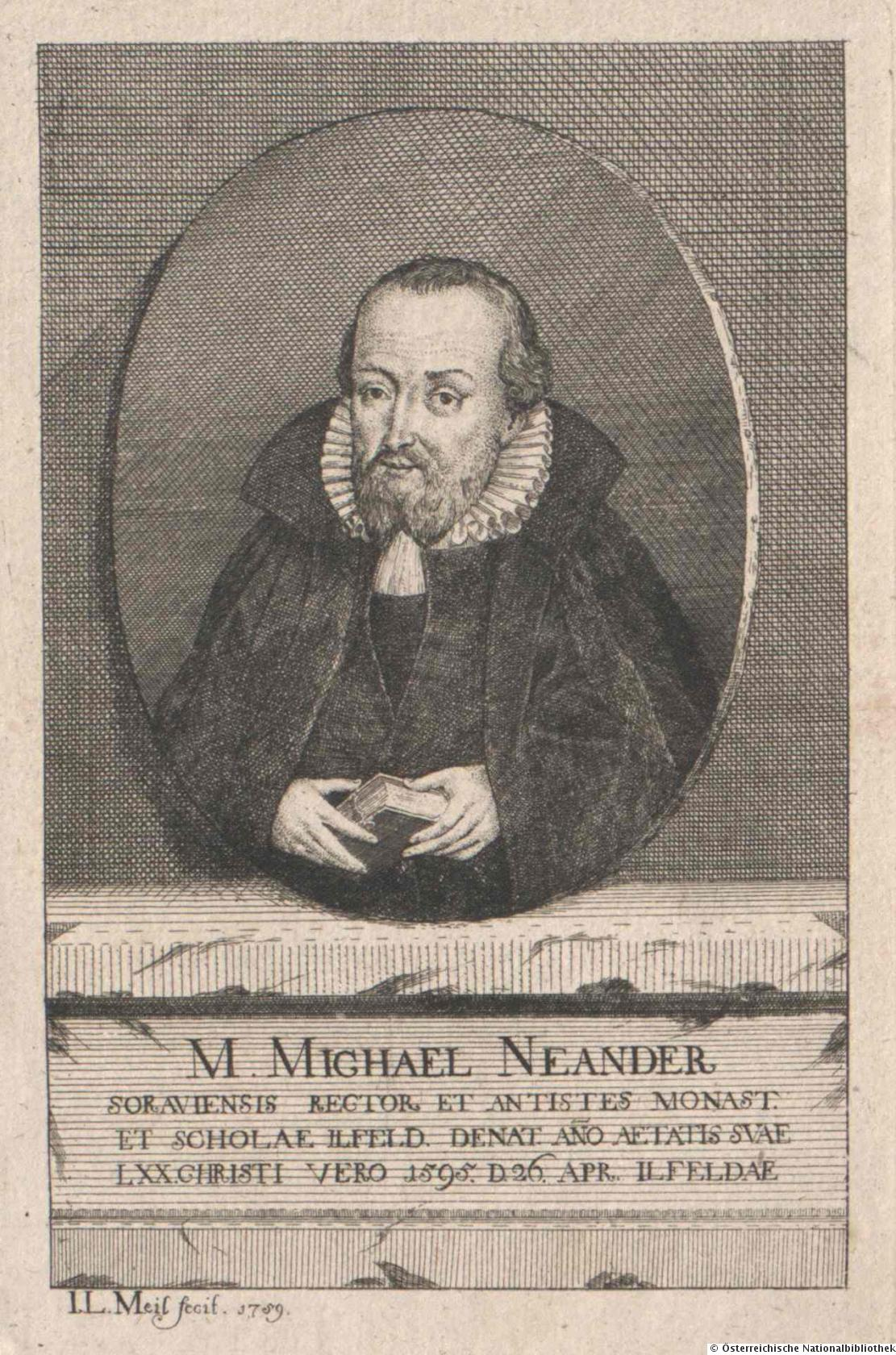
Michael Neander. Kupferstich von Johann Ludwig Meil, 1729

Michael Neander, gräzisiert aus Neumann (* 1525 in Sorau; † 26. April 1595 in Ilfeld), war ein deutscher Pädagoge, Theologe und Rektor der Klosterschule Ilfeld.

## Leben
Geboren wurde er als Sohn des Kaufmanns Hans Neumann und dessen Frau Agnes in Sorau in der damaligen Markgrafschaft Niederlausitz, wo er auch die Stadtschule besuchte. Nach einer Ausbildung in Goldberg bei Valentin Trotzendorf, studierte er seit März 1544 an der Universität Wittenberg. Hier waren unter anderem  Martin Luther und Philipp Melanchthon seine Lehrer. Seit jener Zeit nannte er sich, nach damaligem Gelehrtenbrauch den Namen ins Griechische übersetzend, Neander. Auf Fürsprache Melanchthons erhielt er an der Stadtschule in Nordhausen eine Stelle als dritter Lehrer und wurde später Konrektor dieser Einrichtung. Aufgrund seines weiteren eifrigen Studiums erwarb er sich ein hohes Ansehen als Gelehrter und galt als einer der belesensten Männer seiner Zeit. In seinem theologischen Denken fußt er auf Martin Luther, daneben ist er von Johannes Tauler beeinflusst.

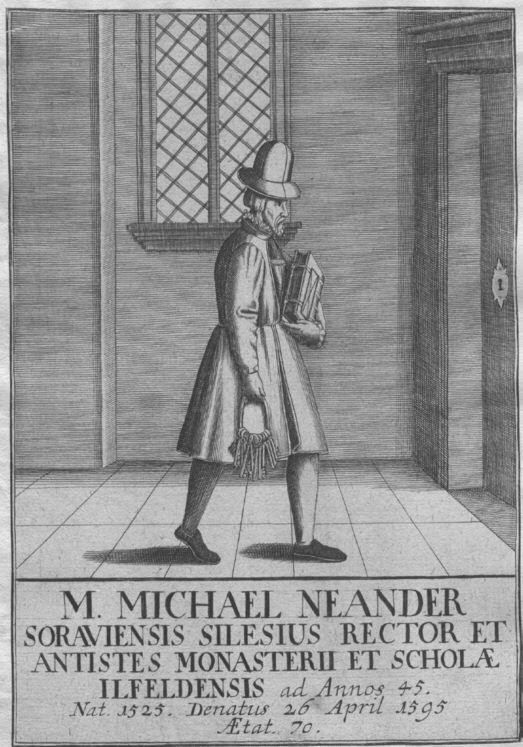
Neander als Schulrektor in Ilfeld, zeitgenössischer Kupferstich

Am 30. Juni 1550 folgte er einem Ruf an die Klosterschule Ilfeld. Am 31. Juli 1554 erwarb er in Wittenberg nach einem glänzenden Examen die Magisterwürde. 1562 heiratete er Anna Winkler aus Nordhausen.
Durch sein Wirken in der kleinen Schule machte er diese rasch weithin berühmt. Er entwickelte aus dem bis dahin recht unsystematischen Unterricht ein neues Konzept für einen geschlossenen Lehrgang von Schülern vom sechsten bis zum achtzehnten Lebensjahr. Besonderen Wert legte er auf das Studium des Lateinischen und des Griechischen, im sechzehnten Lebensjahr kam, ungewöhnlich für die damalige Zeit, das Studium des Hebräischen dazu. In den letzten zwei Jahren beschäftigten sich die Schüler mit Dialektik, Rhetorik, Ethik, Physik; Geschichte und Erdbeschreibung. Religionsunterricht begleitete die Schüler über die ganzen 12 Jahre; das Ziel der Erziehung sah Neander in der gelehrten und beredten Frömmigkeit im Sinne des orthodoxen Protestantismus. Zu diesem Zwecke verfasste er mehrere Schulbücher und Unterweisungen, darunter die pädagogische Abhandlung „Michael Neanders Bedenken an einen guten Herrn und Freund, wie ein Knabe zu leiten und zu unterweisen“. Die Schule genoss zu Neanders Zeiten einen so guten Ruf, dass Eltern aus ganz Europa ihre Kinder nach Ilfeld schickten, die meisten seiner Eleven allerdings stammten aus der Umgebung, vor allem aus Nordhausen und aus der Grafschaft Stolberg. Zu den Schülern des berühmten Pädagogen gehörte der nachmalige Botaniker Johann Thal, der mit seiner „Sylva Hercynia“, einer Beschreibung der Harzer Pflanzenwelt, das erste Spezialflorawerk schuf.
In den letzten fünf Jahren wurde Neander von seinem vormaligen Schüler Johannes Cajus als Stellvertreter unterstützt, dieser hatte zuvor die Stelle eines Rektors in Ilsenburg inne.
Michael Neander starb am 26. April 1595 und wurde in der Ilfelder Klosterkirche beigesetzt, die im 19. Jahrhundert abgerissen wurde.

## Ehe und Familie
Michael Neander war mit Anna, Tochter von Heinrich Winckler († vor 1562) aus Nordhausen seit dem 25. Mai 1562 verheiratet.
Aus dieser Ehe gingen zwei Söhne und zwei Töchter hervor.
- Johann (Hans) Neander
- Michael Neander
- Anna Neander, verheiratet mit Johannes Cajus aus Königstein
- Maria Neander (* 8. Juli 1577 in Ilefeld; † 9. Oktober 1603 in Nordhausen), verheiratet mit David Speiser am 12. November 1599 in Sondershausen

## Ehrungen
Seit 1985 erinnert ein Denkmal, geschaffen von Eckhardt Mater, im Hof der ehemaligen Klosterschule an Neander. Das Standmal wurde auf Veranlassung der Vereinigten Kirchen-Klosterkammer Erfurt zur 600-Jahr-Feier des selbstständigen Fleckens Ilfelds aufgestellt.

## Werke (Auswahl)

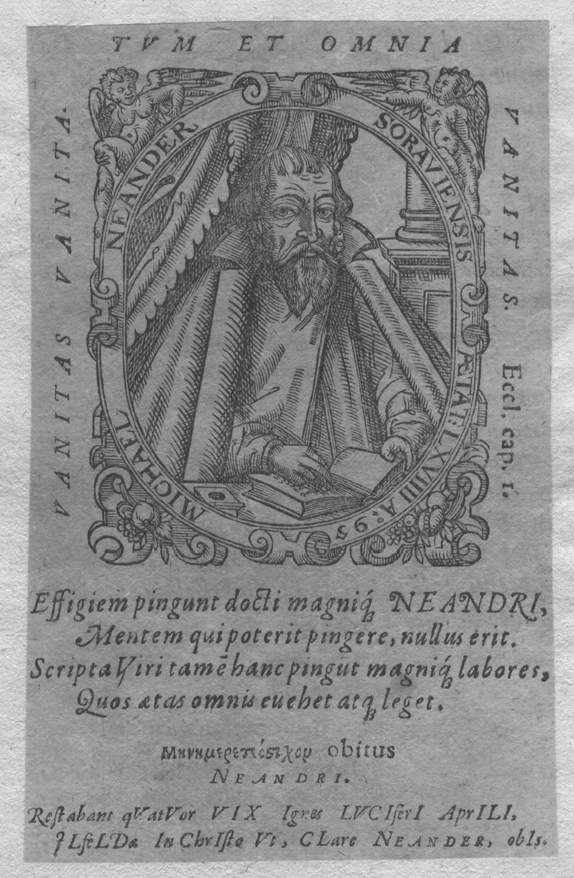
Porträt Neanders als Frontispiz in seinem Werk Theologia Christiana, 1595

- Graecae linguae Tabulae. Oporin, Basel 1558. (Digitalisat)
- Aristologia Pindarica Graecolatina. Lucius, Basel 1556. (Digitalisat)
- Anthologicum graecolatinum, hoc est, insigniores flores seu sententiae, decerptae ex Hesiodo, Theognide, Pythagora, Phocylide (etc.). Oporin, Basel 1556. (Digitalisat)
- Gnomologia graecolatina, hoc est… Sentential … ex magna atuhologio Joannis Stobaei excerptae… Acccssit practerea “Oveipos vel” Aλєĸτανων id est somnium vel Gallus, dialogus Luciani… graece et latinc. Basel 1557. (Digitalisat)
- Graecae linguae Erotemata. Oporinu, Basel 1556. (Digitalisat)
- Opus aureum et scholasticum, in quo continentur Pythagorae carmina aurea, Phocylidis, Theognidis & aliorum poemata …. Steinmann,  Leipzig 1577. (Digitalisat)
- Compendium. Rerum physicarum, conscriptum, in gratiam & usum studiosae inventutis. Gronenberg, Wittenberg 1587. (Digitalisat)
- Chronicon sive Synopsis historiarum, quae res gestas praecipuarum in orbe gentium a rebus humanis conditis […] continet. Lamberg., Leipzig 1590. (Digitalisat)
- Orbis terrae partium succincta explicatio seu simplex enumeratio distributa in singularum partium regiones. Eisleben 1583. (Digitalisat)
- Theologia Christiana, s. scripturae, patrum Graecorum et Latinorum ...: et tandem Theandri Lutheri dictis et testimoniis illustrata et exposita. Apel, Leipzig 1595. (Digitalisat)
- Geistlicher Menschen-Spiegel. Das ist: Von dem Menschen vor und nach dem Fall, nach der Auferstehung, und deßelben Seligkeit… Hin und wieder verbessert und mit des Autoris Lebens-Lauff (v. Val. Mylius), auch einer Vorrede von neuen heraus gegeben von Erdmann Neumeister, Sorau: Hebold, 1737.
- Rudolf Bouterwek (Hrsg.): Michael Neander’s Bericht vom Kloster Ilfeld. Ein Beitrag zur Geschichte des 16. Jahrhunderts. Nordhausen: Kirchner, 1873 (Digitalisat; PDF)